# 布雷 (马耶讷省)
布雷（法語：Brée，法語發音：[bʁe]）是法国马耶讷省的一个市镇，属于拉瓦勒区。

## 地理
布雷（48°9'2"N, 0°31'9"W）面积16.41 平方千米，位于法国卢瓦尔河地区大区马耶讷省，该省份为法国西北部内陆省份，北起芒什省和奧恩省，西接伊勒-维莱讷省，南至曼恩-卢瓦尔省，东临萨尔特省。
与布雷接壤的市镇（或旧市镇、城区）包括：诺村、蒙叙尔、埃夫龙。

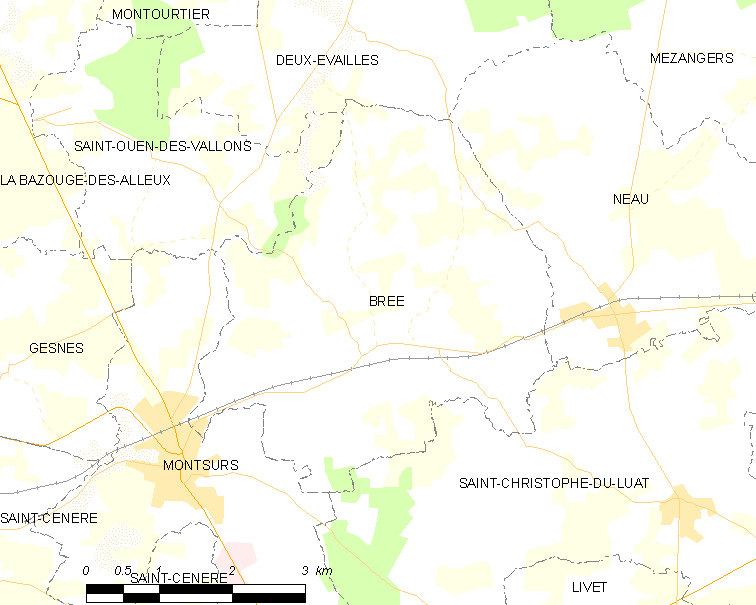
的OSM定位图

布雷的时区为UTC+01:00、UTC+02:00（夏令时）。

## 行政
布雷的邮政编码为53150，INSEE市镇编码为53043。

## 政治
布雷所属的省级选区为埃夫龙县。

## 人口

1962-2008年间人口变化图示

布雷于2022年1月1日时的人口数量为584人。